# Without a Trace
Without a Trace és una sèrie de televisió dels Estats Units de drama de procediment policial creada per Hank Steinberg i produïda per Jerry Bruckheimer, que es va emetre a la CBS del 26 de setembre de 2002 al 19 de maig de 2009 amb un total de set temporades i 160 episodis. La sèrie se centra en els casos d'una unitat de persones desaparegudes de l'Oficina Federal d'Investigacions (FBI) a la ciutat de Nova York.
El 19 de maig de 2009, CBS va cancel·lar la sèrie després de set temporades. La sèrie va rebre crítiques generalment positives durant la seva emissió original.

## Repartiment
Els personatges principals són els agents especials del Departament de Persones Desaparegudes (MPU) de l'FBI:
- John "Jack" Michael Malone (Anthony LaPaglia). Agent supervisor, cap de l'MPU. Temporades 1-7.
- Samantha "Sam" Spade (Poppy Montgomery). Agent de camp. Temporades 1-7.
- Vivian "Viv" Johnson (Marianne Jean-Baptiste). Agent de camp sènior. Temporades 1-7.
- Danny Taylor (Enrique Murciano). Agent de camp. Temporades 1-7.
- Elena Delgado (Roselyn Sánchez). Agent de camp. Temporades 4-7.
- Martin Fitzgerald (Eric Close). Agent de camp. Temporades 1-7.